# Koureïka (ville)
Koureïka est un village russe en Sibérie au nord du cercle polaire.

## Histoire
La ville est au bord du fleuve la Koureïka à 168 km au sud de Igarka, dans un bassin qui occupe une partie de la région nord du vaste Plateau de Sibérie centrale qui s'étend au sud jusqu'aux monts Saïan, la rivière se jette dans le fleuve Ienisseï.
De 1914 à 1916, Joseph Staline réside dans la commune en résidence surveillée. En 1934, dans le village un Musée Staline est créé, fermé et brûlé en 1996. Il écrit à sa fille du lieu : "dans un endroit maudit, la nature est abominablement pauvre, en été la rivière et en hiver la neige." Durant deux ans il survit de la pêche.
En 2012, dans le village il y a un conseil du village, un club, une bibliothèque, une école primaire, une maternelle, un bureau de poste, une salle de fitness, un sauna et deux magasins.
En 2010, le village comptait une population de 96 habitants.